# Bicazu Ardelean
Bicazu Ardelean – wieś w Rumunii, w okręgu Neamț, w gminie Bicazu Ardelean. W 2011 roku liczyła 1690 mieszkańców.